# Pickering—Ajax—Uxbridge
Pour les articles homonymes, voir Pickering (homonymie), Ajax et Uxbridge.
Circonscription électorale fédérale du Canada
Pickering—Ajax—Uxbridge est une circonscription électorale fédérale de l'Ontario, représentée de 1997 à 2004.
La circonscription de Pickering—Ajax—Uxbridge est créée en 1996 avec des parties de Durham et d'Ontario. Abolie en 2003, elle est redistribuée parmi Ajax—Pickering, Clarington—Scugog—Uxbridge et Pickering—Scarborough-Est.

## Géographie
En 1996, la circonscription de Pickering—Ajax—Uxbridge comprenait :
- le canton d'Uxbridge
- la ville de Pickering
- une partie de la ville d'Ajax délimité par Kingston Road

## Députés
| Législature                                                                                            | Années                                               | Député                                               | Député                                               | Parti                                                |
| Pickering—Ajax—Uxbridge issue de Durham et d'Ontario                                                   | Pickering—Ajax—Uxbridge issue de Durham et d'Ontario | Pickering—Ajax—Uxbridge issue de Durham et d'Ontario | Pickering—Ajax—Uxbridge issue de Durham et d'Ontario | Pickering—Ajax—Uxbridge issue de Durham et d'Ontario |
| --- | ---------------------------------------------------- | ---------------------------------------------------- | ---------------------------------------------------- | ---------------------------------------------------- |
| 36e | 1997–2000                                            |                                                      | Dan McTeague                                         | Libéral                                              |
| 37e | 2000–2004                                            |                                                      | Dan McTeague                                         | Libéral                                              |
| Circonscription dissoute parmi Ajax—Pickering, Clarington—Scugog—Uxbridge et Pickering—Scarborough-Est |                                                      |                                                      |                                                      |                                                      |